# Association pour l'information et la défense des consommateurs salariés
L'Association pour l'information et la défense des consommateurs salariés (INDECOSA-CGT) est une Association de consommateurs française créée en 1979 par la Confédération générale du travail et reconnue par l'État. 

## Sources
- 60 millions de consommateurs, Les associations qui vous défendent, supplément au numéro 410, novembre 2006, p. 30-31 [lire en ligne (page consultée le 13 mars 2008)].
- Indecosa-CGT, Une association de défense des consommateurs, 19 février 2007 [lire en ligne (page consultée le 13 mars 2008)].